# Prodontocharax melanotus
Prodontocharax melanotus är en fiskart som beskrevs av Pearson 1924. Prodontocharax melanotus ingår i släktet Prodontocharax och familjen Characidae. Inga underarter finns listade i Catalogue of Life.